# Jorge Mautner
Jorge Mautner (Río de Janeiro, 15 de enero de 1941), nombre de nacimiento Henrique George Mautner, es un cantante, escritor y compositor brasileño. 

## Vida
Hijo de la yugoslava Anna Illichi y del judío-austriaco Paul Mautner, de Jorge Mautner nació poco después de que sus padres llegaran a Brasil, escapando del Holocausto. Contrajo matrimonio con Ruth Mendes quien falleció en 1983, fueron padres de la directora y actriz de televisión Amora Mautner.

### Sobre Jorge Mautner
- Proteu ou: A Arte das Transmutações

Leituras, audições e visões da obra de Jorge Mautner
Luís Carlos de Morais Junior - HP Comunicação – Rio de Janeiro – 2004
- Jorge Mautner em movimento

Editor César Resac, Salvador – 2004

### De Jorge Mautner
*
 Mitologia do Kaos - Obras Completas Editora Azougue - 2002
* Floresta Verde Esmeralda Inédito. Texto incluido na Mitologia do Kaos - 2002
* Fragmentos de Sabonete e Outros Fragmentos Relume-Dumará - 1995
* Miséria Dourada Editora Maltese – 1993
* Fundamentos do Kaos Ched Editorial – 1985
* Sexo do Crepúsculo Editora Global Ground – 1982
* Poesias de Amor e de Morte Editora Global Ground – 1982
* Panfletos da Nova Era Editora Global – 1978
* Fragmentos de Sabonete Editora Ground Informação – 1973
* O Vigarista Jorge Von Schimdt Editora – 1965
* Narciso em Tarde Cinza Editora Exposição do Livro – 1965
* Kaos Editora Martins – 1963
* Deus da Chuva e da Morte Editora Martins – 1962

## Discografía
*
 Revirão  2007 - Gege / Warner Music
*  * Mitologia do Kaos – CD integrante da coletânea 2002
* O Ser da Tempestade 1999 - Dabliú Discos
* Estilhaços de Paixão 1996 - CD Primal Records
* Pedra Bruta 1992 - Vinil Rock Company Records
* Árvore da Vida JORGE MAUTNER e NELSON JACOBINA. 1988 - Vinil. Geléia Geral / WEA
* Antimaldito 1985 - Vinil Nova República/Polygram
* Bomba de Estrelas 1981 - CD / Vinil – WEA
* Filho Predileto de Xangô 1978 - CBS – Compacto
* Mil e Uma Noites de Bagdá 1976 - Vinil – Phonogram
* Jorge Mautner 1974 - Vinil – Polydor
* Para Iluminar a Cidade 1972 - Vinil – Phonogram
* Radioatividade Não, não, não 1966 - RCA Victor - Compacto